# Risksamhälle
Risksamhälle är ett begrepp som åsyftar ett samhälle som i allt högre grad sysselsätter sig med att organisera sig efter riskhantering. Begreppet vill fånga den transformering som samhället gör från en industriell modernitet där samhällets primära mål är att skapa rikedom genom ett bemästrande av naturen, till en reflexiv modernitet som måste hantera de negativa följderna av den industriella moderniteten. En av de mest betydelsefulla teoretikerna vad gäller konceptualiseringen av risksamhället är Ulrich Beck och hans bok Risksamhället (originaltitel: Risikogesellschaft - Auf dem Weg in eine andere Moderne).

## Ulrich BecksRisksamhället
Sociologen Ulrich Becks Risksamhället är en bok som är uppdelad i tre delar i vilka Beck tar upp olika aspekter av den nya samhällsform han kallar risksamhället.
Den övergripande tesen i boken är att det moderna samhället har gått från en industriell modernitet där produktionen av rikedom var det dominerande målet, till en reflexiv riskmodernitet där det dominerande målet är att hantera risker och uppnå säkerhet. Konsekvenserna av denna nya reflexiva modernitet belyses ur tre olika aspekter;
Samhällets ökade organisering mot att hantera risker, individualiseringen av sociala ojämlikheter som en följd av förändringen av arbete, familj och genus, samt det minskade förtroendet för det politiska och vetenskapliga systemet och behovet av en omorganisering av dessa system.
Enligt Beck så har det postmoderna samhällets individualisering skapat det fria valet. Det fria valet att välja vad för mobil, resa eller vilket hus vi ska köpa. I vissa sammanhang om man ska köpa en mobil t.ex. så letar man fakta, men man frågar också människor som man anser är bättre än en själv på tekniska prylar. Vi förlitar oss på experter med andra ord och i det ligger riskerna.  
Beck menar att det finns två olika vis vi kan välja att förhålla oss till problem och risker vilka alltmer uppkommer i moderniteten. Antingen så hanterar vi rotorsaken till själva problemen, eller så gör vi industri av konsekvenserna av problemen. Beck anser att det sistnämnda alternativet blivit det dominerande. Beck menade att detta alternativ är “cost-intensive, leaves the causes obscure and permits the transformation of mistakes and problems into market booms.”  